# Friedrich Benedict Augusti
Friedrich Benedict Augusti, född cirka 1751 i Hildesheim (senaste hemort), död cirka 1790 var en tysk violinist.
Augusti anlände som musikdirektör till Sverige första gången 1769 då han gav några konserter, och återvände 1772, förmodligen i samband med Gustav IIIs allmänt kända planer på att skapa en svensk opera varpå han omgående anställdes i Hovkapellet. 1787 gick Augusti i landsflykt samtidigt som Bror Carl Höke, cellist i Hovkapellet. Orsaken bakom flykten är inte helt klarlagd. Augusti flydde till Norge och bosatte sig i Kristiania, dock utan Höke. I Norge försörjde sig Augusti med undervisning i sång och violinspel samt deltog då och då i musikaliska framträdanden. Då uppgifter om vidare verksamhet saknas efter 1790 är det okänt om han avlidit eller flyttat till okänd ort. Augusti gifte sig 1772 med sångerskan och skådespelaren Lovisa Augusti, syster till hovkapellisten Carl Friedrich Wilhelm Salomoni.